# Аманда (фильм, 2022)
«Аманда» (итал. Amanda) — фильм итальянского режиссёра-дебютанта Каролины Кавалли с Бенедеттой Поркароли и Маргеритой Миссони в главных ролях. Его премьера состоялась в сентябре 2022 года на 79-м Венецианском кинофестивале.

## Сюжет
Главная героиня фильма — девушка по имени Аманда, вернувшаяся в родительский дом в Италии после долгого пребывания в Париже. Она оказывается совсем одинока и решает восстановить отношения с подругой детства Ребеккой, которая совсем не выходит из дома.

## В ролях
- Бенедетта Поркароли — Аманда
- Маргерита Миссони — Марина
- Галатея Беллуджи — Ребекка
- Микеле Брави — Чувак
- Джованна Меццоджорно — Виола
- Моника Наппо — София

## Премьера и восприятие
Премьера фильма состоялась в сентябре 2022 года на 79-м Венецианском кинофестивале, где она участвовала в программе «Горизонты extra». В рецензиях звучат мнения о проблемах с сюжетом, излишней театральности диалогов. Основным художественным приёмом режиссёра является нарочитое утрирование.  Беатрис Лоайза из The New York Times пишет: «Аманда абсурдна и резка, но в то же время вызывает симпатию благодаря игре Поркароли».